# Buenavista, Lagos de Moreno
Buenavista är en ort i Mexiko.   Den ligger i kommunen Lagos de Moreno och delstaten Jalisco, i den centrala delen av landet, 400 km nordväst om huvudstaden Mexico City. Buenavista ligger 1 887 meter över havet och antalet invånare är 819.
Terrängen runt Buenavista är platt åt sydost, men åt nordväst är den kuperad. Runt Buenavista är det ganska tätbefolkat, med 56 invånare per kvadratkilometer. Närmaste större samhälle är Lagos de Moreno, 4,7 km sydost om Buenavista. I omgivningarna runt Buenavista växer huvudsakligen savannskog.